# Miroslav Stević
Miroslav Stević (szerbül: Мирослав Стевић, Ljubovija, 1970. január 7. –) szerb válogatott labdarúgó, edző.
A jugoszláv válogatott tagjaként részt vett az 1998-as világbajnokságon.

## Sikerei, díjai
- Borussia Dortmund
  - Német bajnok: 2001-02